# Samonapinacz

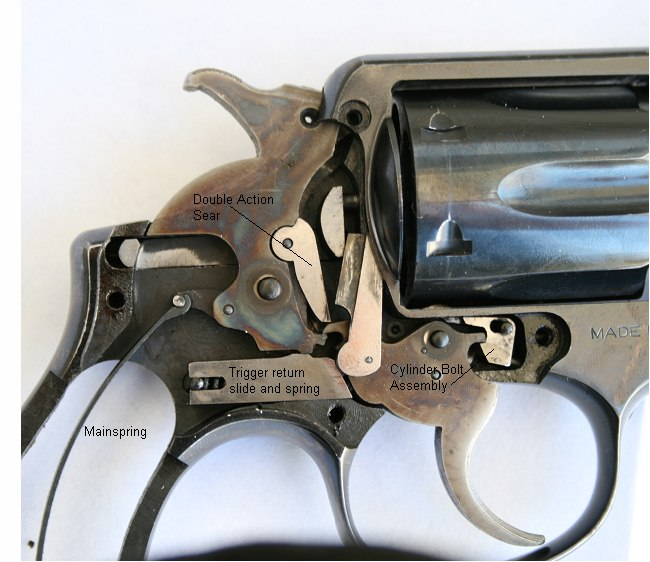
Mechanizm spustowy rewolweru wyposażony w samonapinacz (na ilustracji oznaczony jako double action sear) służący do napięcia kurka

Samonapinacz – element mechanizmu spustowego broni palnej powodujący napinanie mechanizmu uderzeniowego w momencie ściągania spustu. Mechanizmy spustowe wykorzystujące samonapinacze określane są jako mechanizmy „podwójnego działania” (ang. double action).
W broni nie wyposażonej w samonapinacz, przed oddaniem pierwszego strzału należy ręcznie napiąć mechanizm uderzeniowy i dopiero potem możliwe jest jego zwolnienie poprzez ściągnięcie spustu. Dzięki samonapinaczowi, nienapięty mechanizm uderzeniowy jest napinany już w momencie pociągania za spust, a po jego całkowitym ściągnięciu zwalniany inicjując strzał. Rozwiązanie takie zwiększa gotowość broni do natychmiastowego użycia. Samonapinacze stosowane są głównie w broni krótkiej (rewolwerach i pistoletach).